# Dareios (Sohn des Artaxerxes II.)
Dareios (altpersisch Dārayavauš; * vor 400 v. Chr.; † zwischen 365 und 360 v. Chr.) war ein Angehöriger der persischen Achämenidendynastie im 4. vorchristlichen Jahrhundert. Er war der älteste der drei legitim geborenen Söhne und damit potentieller Thronfolger des Großkönigs Artaxerxes II. und der Stateira († 400 v. Chr.), Tochter des Hydarnes. Seine Vollbrüder waren Ariaspes und Ochos (nachmaliger Artaxerxes III.).
Laut Justin wurde Dareios noch zu Lebzeiten des Vaters und entgegen den Gewohnheiten der Perser zu dessen Mitkönig erhoben. Seinen Vater bat Dareios um die Hand der Aspasia, der ehemaligen Konkubine seines Onkels Kyros und nunmehrigen Konkubine des Vaters. Artaxerxes II. kam dem Wunsch seines Sohnes zunächst nach und gab ihm Aspasia zur Frau. Doch vermutlich unter dem Einfluss der Atossa, Tochtergemahlin des Artaxerxes und Schwester von Dareios, entführte der Vater nur kurz darauf Aspasia und ernannte sie zur Priesterin der Göttin Anahita in Ekbatana. Dareios nahm dies zum Anlass, sich mit dem Adligen Tiribazos zu verbünden, welcher ebenfalls vom Großkönig um die Hand einer Prinzessin, Amastris, betrogen worden war. Weiterhin sollen sich ihm fünfzig seiner Brüder angeschlossen haben. Tiribazos bestärkte Dareios darin, einen Anschlag gegen den Vater durchzuführen, zumal sein jüngerer Bruder Ochos in dessen Gunst gestiegen war. Das Komplott gegen den Vater wurde allerdings von einem Eunuch verraten, worauf Dareios zum Tode verurteilt und enthauptet wurde. In einer alternativen Überlieferung war er von seinem Vater persönlich mit dem Schwert erschlagen worden. Auch zwei seiner Brüder fanden beim Streit um die Nachfolge den Tod.
Die verhängnisvolle Liebe des Kronprinzen Dareios zu Aspasia mutet sehr unglaubwürdig an, da diese als ehemalige Geliebte Kyros’ des Jüngeren († 401 v. Chr.) in der Mitte des 4. Jahrhunderts v. Chr. schon in einem greisenhaften Alter gestanden haben muss. Vermutlich musste er einfach sterben, um für den in der Gunst des Vaters höher stehenden Ochos die Thronfolge zu ermöglichen.